# Bisbat de Mallorca
El bisbat de Mallorca és una demarcació de l'església catòlica a les Illes Balears, sufragània de l'arquebisbat de València. Comprèn tota l'illa de Mallorca i, entre 1295 i 1795, també comprenia l'illa de Menorca. D'una població de 754.584 habitants, l'any 2004 tenia 594.860 batejats. Des de 2017, el bisbe és Sebastià Taltavull i Anglada.

## Territori
La diòcesi ocupa tota l'illa de Mallorca. La seu episcopal és a la catedral de Santa Maria de Palma, coneguda com La Seu. El seu territori es divideix en 155 parròquies, agrupades en 11 arxiprestats.

## Història
Sembla que fou erigida en el segle v, ja que les fonts citen el bisbe Elies l'any 480.
Després de la conquesta cristiana de l'any 1229, la seu episcopal fou restablerta. El seu primer bisbe fou Ramon de Torroella. A diferència de l'illa d'Eivissa, que després de la seva conquesta fou agregada a l'Arquebisbat de Tarragona, Menorca fou incorporada al Bisbat de Mallorca després de la seva conquesta per part d'Alfons el Liberal.
L'any 1795 se'n segregà el Bisbat de Menorca.
Amb el Concordat de 1851 entre el Regne d'Espanya i la Santa Seu, es va suprimir el Bisbat d'Eivissa i fou agregat al de Mallorca, tot i que la unió no arribà a ser completa. Poc més de mig segle després, l'any 1928, es restablí la seu eivissenca com a administració apostòlica, i finalment l'any 1949 fou elevada al rang de diòcesi, per la qual cosa el Bisbat de Mallorca tornà a la seva extensió actual.

## Episcopologi
1. Elies (480-484)
2. Ramon de Torroella (1238-1266). Diòcesi exempta, dependent directament del papa
3. Pere de Morella (1266-1282)
4. Ponç de Jardí (1283-1303). L'any 1295 Menorca és incorporada al bisbat.
5. Guillem de Vilanova (1304-1318)
6. Ramon de Cortsaví (1318-1321)
7. Guido de Terrena (1321-1332)
8. Berenguer Batle (1332-1349)
9. Antoni de Collell (1349-1363)
10. Antoni de Galiana (1363-1375)
11. Pere Cima (1377-1390)
12. Lluís de Prades i d'Arenós (1390-1403 –primer cop –)
13. Francesc Climent Sapera (1403 Electe)
14. Lluís de Prades i d'Arenós (1407-1429 –segon cop –)
15. Gil Sanxis Munyós (1429-1446)
16. Joan García (1447-1450)
17. Arnau de Marí i de Santacília (1460-1464)
18. Pere de Santàngel (1465-1466)
19. Francesc Ferrer (1467-1475)
20. Diego de Avellaneda (1475-1488)
21. Roderic de Borja (1489-1492) (administrador apostòlic)
22. Giovanni Battista Savelli (1492-1493). La diòcesi s'incorpora a la província eclesiàstica de València (administrador apostòlic)
23. Guillem Ramon de Montcada (1493-1504)
24. Antonio de Rojas (1496-1507)
25. Diego de Ribera y de Toledo (1507-1511)
26. Rodrigo Sánchez de Mercado (1511-1530)
27. Agostino de Grimaldis (1530-1532)
28. Gian Battista Campeggio (1532-1558)
29. Diego de Arnedo (1561-1572)
30. Joan de Vic i Manrique (1573-1604)
31. Alfonso Lasso y Sedeño (1604-1607)
32. Simó Bauçà (1608-1623)
33. Félix de Guzmán (1625 electe)
34. Baltasar de Borja i de Velasco (1625-1630)
35. Juan de Santander (1631-1644)
36. Tomàs de Rocamora (1644-1653)
37. Miguel Pérez de Nueros (1655-1656)
38. Diego Escolano y Ledesma (1656-1660)
39. Pere Ferran Manjarrés de Heredia (1660-1670)
40. Bernat Cotoner (1671-1684)
41. Pere d'Alagó y de Cardona (1684-1701)
42. Francisco Antonio de la Portilla (1702-1711)
43. Atanasio de Esteparripa y Tranajaurregui (1712-1721)
44. Juan Fernández Zapata (1722-1729)
45. Benet Panyelles i Escardó (1730-1743)
46. José de Cepeda y Castro (1744-1750)
47. Llorenç Despuig i Cotoner (1750-1763)
48. Francisco Garrido de la Vega (1763-1772)
49. Juan Díaz de la Guerra (1772-1777)
50. Pedro Rubio-Benedicto y Herrero (1778-1794)
51. Bernat Nadal i Crespí (1794-1818). L'any 1795 es crea el Bisbat de Menorca.
52. Pedro González Vallejo (1819-1824)
53. Antonio Pérez de Hirias (1825-1842)
54. Rafael Manso (1847-1851)
55. Miquel Salvà i Munar (1851-1873). L'any 1852 Eivissa és incorporada al bisbat.
56. Mateu Jaume i Garau (1875-1886)
57. Jacint Cervera i Cervera (1886-1897)
58. Pere Joan Campins Barceló (1898-1915)
59. Rigobert Domènec Valls (1916-1924)
60. Gabriel Llompart i Jaume (1925-1928)
61. Josep Miralles i Sbert (1930-1947)[1]
62. Juan Hervás i Benet (1946-1947 coadjutor 1947-1955 bisbe). L'any 1949 es crea el Bisbat d'Eivissa.
63. Jesús Enciso Viana (1955-1964)
64. Rafael Álvarez Lara (1965-1972)
65. Teodor Úbeda Gramage (1972-2003)
66. Jesús Murgui Soriano (2003-2012)
67. Xavier Salinas Viñals (2012-2016)
68. Sebastià Taltavull i Anglada (2017-)

## Cúries
Les cúries episcopals o abacials poden detentar funcions jurisdiccionals sobre els territoris on exerceixen el seu domini feudal. Cal assenyalar:
- La Cúria del Pariatge, que té el seu origen en el pacte signat entre el rei Sanç I de Mallorca i el bisbe de Barcelona el 1323 en relació als dominis d'aquest darrer a Mallorca. El pariatge és un conveni per a la distribució de la jurisdicció i els drets econòmics. L'acord afectava l'anomenada Baronia d'Andratx, que incloïa els termes de Calvià, Andratx, Estellencs, Puigpunyent i Marratxí, a més d'altres territoris dispersos i immobles de la ciutat. En tractar-se d'una jurisdicció compartida entre el rei i el bisbe de Barcelona, s'havien de nomenar conjuntament els batles de cada vila i havien d'alternar cada any un del rei i un del bisbe. La cúria estava formada pel batle, el jutge, l'advocat fiscal i l'escrivà. Es va moure en un sentit paritari també en els temes fiscals i judicials (civils i criminals), encara que el rei es reservava les apel·lacions en darrera instància en els processos civils i en els casos criminals més greus, així com la capacitat de commutar penes de mort, mutilació o desterrament. Va ser abolida durant el procés constitucional de 1812.[cal citació]
- La Cúria de la Porció Temporal de l'Església de Mallorca neix amb la fundació del bisbat de Mallorca i les negociacions entre Jaume I i papa Gregori IX que va concloure amb la cessió d'una part del delme de l'illa.[cal citació]